# Томар
Томар (порт.  Tomar; [tu'maɾ]) — город в Португалии, центр одноимённого муниципалитета в составе округа Сантарен. Численность населения — 15,8 тыс. жителей (город), 43 тыс. жителей (муниципалитет). Город и муниципалитет входит в экономико-статистический регион Центральный регион и субрегион Медиу-Тежу. По старому административному делению входил в провинцию Рибатежу.
Покровителем города считается святая Ирина Томарская (порт. Santa Iria).
Праздник города — 1 марта.

## Расположение
Город расположен в 47 км на северо-восток от города Сантарен на реке Набан, притоке реки Зезере.
Муниципалитет граничит:
- на севере — муниципалитет Феррейра-ду-Зезере
- на востоке — муниципалитет Абрантеш
- на юге — муниципалитет Вила-Нова-да-Баркинья
- на западе — муниципалитет Торреш-Новаш
- на северо-западе — муниципалитет Керен

## Население
| Население муниципалитета Томар (1801—2004) | Население муниципалитета Томар (1801—2004) | Население муниципалитета Томар (1801—2004) | Население муниципалитета Томар (1801—2004) | Население муниципалитета Томар (1801—2004) | Население муниципалитета Томар (1801—2004) | Население муниципалитета Томар (1801—2004) | Население муниципалитета Томар (1801—2004) | Население муниципалитета Томар (1801—2004) |
| ------------------------------------------ | ------------------------------------------ | ------------------------------------------ | ------------------------------------------ | ------------------------------------------ | ------------------------------------------ | ------------------------------------------ | ------------------------------------------ | ------------------------------------------ |
| 1801                                       | 1849                                       | 1900                                       | 1930                                       | 1960                                       | 1981                                       | 1991                                       | 2001                                       | 2004                                       |
| 16 536                                     | 16 786                                     | 31 360                                     | 39 179                                     | 44 161                                     | 45 672                                     | 43 139                                     | 43 007                                     | 42 983                                     |

## История и достопримечательности
Город Томар вырос вокруг Томарского замка тамплиеров, построенного в 1160-е годы. Впоследствии замок был перестроен в королевский монастырь Конвенту де Кришту и служил центром ордена Христа. Он признан объектом Всемирного наследия ЮНЕСКО.

## Районы
В муниципалитет входят следующие районы:

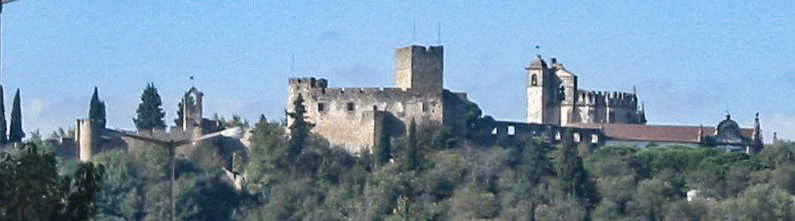
Общий вид монастыря Конвенту де Кришту

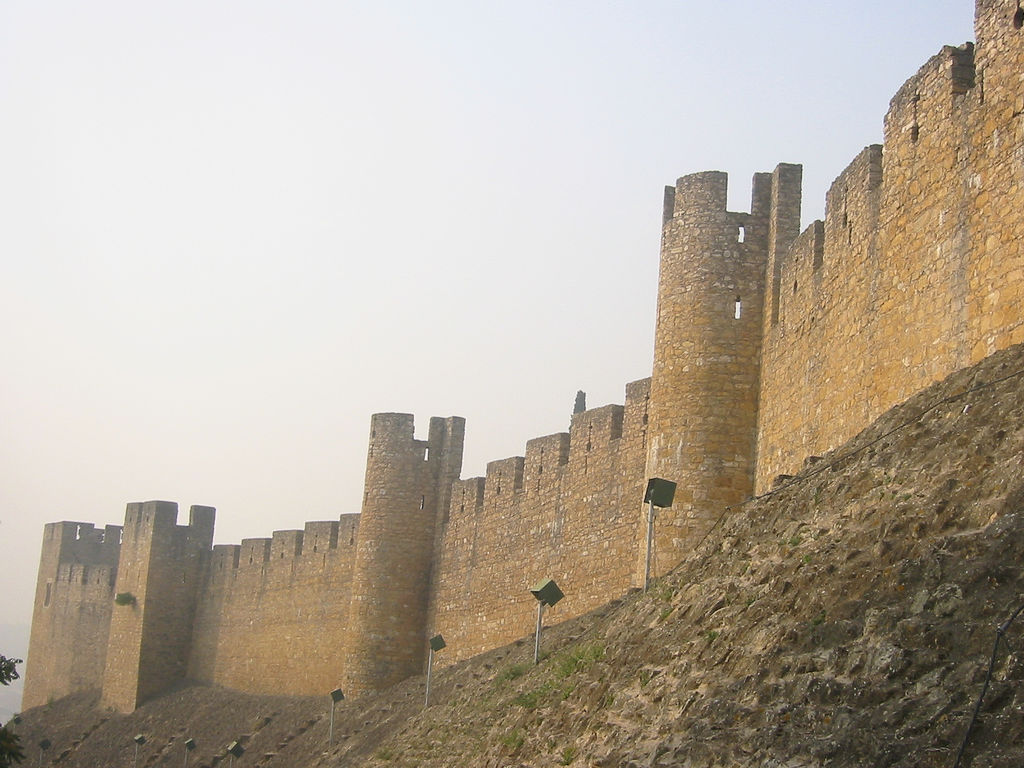
Стены Томарского замка.

1. Алвиобейра
2. Ален-да-Рибейра
3. Ассейсейра
4. Безелга
5. Каррегейруш
6. Казайш
7. Жунсейра
8. Мадалена
9. Олальяш
10. Пайалву
11. Педрейра
12. Сабашейра
13. Санта-Мария-душ-Оливайш
14. Серра
15. Сан-Жуан-Батишта
16. Сан-Педру-де-Томар